# 坂梨朋彦
坂梨 朋彦（さかなし ともひこ、1987年12月29日 - ）は、日本の元男子バレーボール選手、指導者。

## 来歴
熊本県合志市出身。西合志中央小学校からバレーボールを初め、西合志中学校へ進学。熊本工業高校では、17年振りの春高出場を果たし、その後東亜大学へ進学。大学1年の時に全日本ジュニア代表に選ばれ、2006年にイランで開催された第13回アジアジュニアに出場し、準優勝、ベストディガー賞を受賞。2008年西日本インカレでは3年ぶりの優勝に貢献し、リベロ賞を受賞した。この年の東西対抗戦にはキャプテンとして選出され、大会史上初めて大学西軍男子が勝利を収め、最優秀選手賞、リベロ賞を受賞。大学在学中の2009年11月に堺ブレイザーズの内定選手になり、卒業後の2010年に堺に入団した。
2010年、全日本代表登録メンバーに初選出された。
2016年4月、引退を発表。引退後はコーチに就任し、2019年シーズンまで在籍。
2020年5月、JTサンダーズ広島のコーチに就任。
2023年、男子日本代表コーチに就任。

## 所属チーム
- 熊本工業高校
- 東亜大学
- 堺ブレイザーズ（2010-2016年）

### 指導者
- 堺ブレイザーズ（コーチ、2016-2019年）
- JTサンダーズ広島/広島サンダーズ（コーチ、2020年-）
  - 日本代表（コーチ、2023年-）